# Кумколь (нефтяное месторождение)
Кумко́ль — нефтегазовое месторождение на территории Казахстана. Находится в Улытауском районе Улытауской области.

## Характеристика
Относится к Туранской нефтегазоносной провинции. Открыто в феврале 1984 года. Расположено в 230 километрах от нефтепровода «Павлодар — Шымкент» и 200—250 км севернее города Кызылорда на территории Улытауской области.
Залежи углеводородов расположены на глубине 0,9 — 1,4 км. Начальный дебит скважин 20 — 130 т/сут. Плотность нефти 812—819 кг/м³, содержание серы 0,11 — 0,52 %, парафинов 10,8-11,5 %, асфальтенов 0,11-0,92 %, смол 4,8-8,42 %. В составе газа: сероводорода — 0,02-0,07 %, углекислого газа — 0,5-0,9 %, азота — 3,1-10 % и гелия — 0,01-0,1 %. Минерализация воды (хлорокальциевая) в пластах 49,7-84 г/л.
Начальные запасы нефти — 280 млн тонн. Извлекаемые запасы нефти на месторождения Кумколь составляют 130 млн тонн; газа — 15 млрд м³.
В октябре 2010 года завершилось строительство автомобильной дороги Кызылорда — Кумколь, длившееся (с перерывами) с 1989 года. Общая стоимость строительства составила около 5 миллиардов тенге.

## Операторы месторождения
Кумколь разрабатывают две нефтяные компании: на севере АО «Тургай Петролеум» (совместное предприятие «Лукойла» и PetroKazakhstan — по 50 %) и на юге «ПетроКазахстан Кумколь Ресорсиз» (ПККР, совместное предприятие «КазМунайГаз» и PetroKazakhstan по 33 % и 67 % соответственно). Добыча нефти в 2008 году составила 5,8 млн тонн.

## Транспортировка нефти
В начале 2000-х годов построен нефтепровод «Арыскум — Джусалы» (протяжённость около 170 км), доставляющий нефть с месторождения в наливной железнодорожный терминал вблизи посёлка Жосалы. Кумкольскую нефть транспортируют по нефтепроводу «Кумколь — Атасу — Алашанькоу» в Китай и на Шымкентский нефтеперерабатывающий завод для казахстанского рынка.